# Elecciones municipales de Quito de 1957
Las elecciones municipales de Quito de 1957 resultaron con la sorpresiva reelección del alcalde Carlos Andrade Marín, candidato independiente, ex liberal, auspiciado por el Partido Socialista Ecuatoriano y apoyado por el Partido Comunista del Ecuador, venciendo a Eduardo Salazar del Partido Liberal Radical Ecuatoriano y Antonio Baquero de la Calle del Partido Conservador Ecuatoriano.
Andade Marín esperaba perder la reelección por su baja popularidad debido a las dificultades y mal manejo del cabildo durante su administración, pero ante el rechazo a los candidatos liberales y conservador, resultó en su elección, siendo considerado como un triunfo para el progresismo y la izquierda, a pesar de que Andrade Marín no era afiliado al partido socialista.